# 西马特德拉瓦利迪格纳
西马特德拉瓦利迪格纳，是西班牙巴伦西亚自治区巴伦西亚省的一个市镇。总面积39平方公里，总人口3092人（2001年），人口密度79人/平方公里。